# Знаменское (Пильнинский район)
Знаменское — село в Пильнинском районе Нижегородской области, входит в состав Медянского сельсовета.

## Описание
Расположено на правом берегу Медяны в 11 км к югу от посёлка Пильна, в 160 км к юго-востоку от Нижнего Новгорода, в 25 км к западу от Шумерли.
Ближайшая ж.-д. станция находится в Пильне (на линии Арзамас — Канаш).
| 2002 | 2010 |
| ---- | ---- |
| 42   | ↘21  |

## [2]История
Первоначальное название населённого пункта — Рязанский починок при речке Большой Медяне, второе название в честь построенной в конце XVIII века церкви иконы Божией Матери «Знамение» на средства владельца села Александра Иванова сына Бахметьева. Год постройки церкви 1791. В настоящее время церковь утрачена (источник — РГАДА, Планы дач генерального и специального межевания, 1746—1917 гг. Фонд 1354.Опись 441. Часть 1.) В начале XIX века владельцами села были помещики Мельгуновы, что отражено в сохранившихся исповедных росписях Знаменской церкви. В 1861 году в результате крестьянской реформы село становится административным центром Знаменской волости Курмышского уезда.